# Плумас (округ, Каліфорнія)
Шаблон:StateAbbr_ 40°01′ пн. ш. 120°50′ зх. д. / 40.01° пн. ш. 120.83° зх. д.
Округ Плумас (англ. Plumas County) — округ (графство) у штаті Каліфорнія, США. Ідентифікатор округу 06063.

## Історія
Округ утворений 1854 року.

## Демографія
За даними перепису 
2000 року 
загальне населення округу становило 20824 осіб, зокрема міського населення було 2626, а сільського — 18198.
Серед мешканців округу чоловіків було 10403, а жінок — 10421. В окрузі було 9000 домогосподарств, 6051 родин, які мешкали в 13386 будинках.
Середній розмір родини становив 2,77.
Віковий розподіл населення поданий у таблиці:
| Стать    | До 15 років | 15-21 | 22-29 | 30-39 | 40-49 | 50-65 | 65-85 | Понад 85 |
| -------- | ----------- | ----- | ----- | ----- | ----- | ----- | ----- | -------- |
| Чоловіки | 1921        | 958   | 613   | 1068  | 1701  | 2366  | 1650  | 126      |
| Жінки    | 1817        | 847   | 585   | 1163  | 1852  | 2208  | 1733  | 216      |

## Суміжні округи
- Лассен — північний схід
- Сьєрра — південь
- Юба — південний захід
- Б'ютт — захід
- Техама — північний захід
- Шаста — північний захід

## Виноски
1. ↑  U.S. Decennial Census. United States Census Bureau. Архів оригіналу за 12 травня 2015. Процитовано 3 жовтня 2015.
2. ↑  Historical Census Browser. University of Virginia Library. Архів оригіналу за 17 серпня 2018. Процитовано 3 жовтня 2015.
3. ↑  Forstall, Richard L., ред. (27 березня 1995). Population of Counties by Decennial Census: 1900 to 1990. United States Census Bureau. Архів оригіналу за 24 вересня 2015. Процитовано 3 жовтня 2015.
4. ↑  Census 2000 PHC-T-4. Ranking Tables for Counties: 1990 and 2000 (PDF). United States Census Bureau. 2 квітня 2001. Архів оригіналу (PDF) за 18 грудня 2014. Процитовано 3 жовтня 2015.
5. ↑  State & County QuickFacts. United States Census Bureau. Архів оригіналу за 29 січня 2016. Процитовано 4 квітня 2016.(англ.) Наведено за англійською вікіпедією.
6. ↑  American FactFinder. Бюро перепису населення США. Архів оригіналу за 26 лютого 2012. Процитовано 31 січня 2008.

| США | Це незавершена стаття з географії США. Ви можете допомогти проєкту, виправивши або дописавши її. |